# Georges de Schönburg-Waldenbourg
 (avril 2024).
Georges de Schönburg-Waldenbourg (en allemand : Georg von Schönburg-Waldenburg), né le 1er août 1828 à Waldenburg et mort le 29 octobre 1900 à Hermsdorf, est un général de cavalerie saxon et adjudant-général du Royaume de Saxe.

## Origines
Georges est issu de la deuxième branche de la lignée princière de l'ancienne famille noble saxonne-thuringienne de la Maison de Schönburg. La branche est fondée par son père, Othon-Victor Ier de Schönbourg-Waldenbourg, député du parlement de Saxe (de). Du mariage de son père avec la princesse Thècle de Schwarzbourg-Rudolstadt, Georges avait huit frères et sœurs, dont Othon-Frédéric (de) et Hugo (de).

## Carrière
Georges de Schönburg passe ses premières années dans les domaines familiaux de Waldenbourg (de) et du Lichtenstein, puis est élève de l'établissement d'enseignement pour garçons de la communauté des frères de Niesky. Malgré le rejet de son père, il est transféré à l'Académie de chevalerie de Brandebourg-sur-la-Havel en 1847, où il reçoit son certificat de maturité l'année suivante. Ses camarades de classe les plus connus sont Ludwig von Geldern (de) et Lothar von dem Knesebeck (de). Dans le même temps, le château de Waldenbourg de ses parents est incendié pendant la révolution de 1848, après quoi il développe une forte personnalité monarchiste et strictement conservatrice. La même année, il réussit l'examen de Fähnrich et rejoint l'armée autrichienne, après quoi il participe à la répression de la guerre d'indépendance hongroise (de). Il participe notamment à la bataille de Schwechat (de) et est utilisé en Galicie, en Valachie et en Moldavie. Au cours des années suivantes, il mène une carrière militaire normale.
Après la mort de son père le 16 février 1859, il quitte l'armée en tant que major pour gérer les domaines de son père dans le duché de Carniole. En 1865, il acquiert les domaines saxons de Hermsdorf et de Grünberg et, pendant la guerre austro-prussienne en 1866, est employé comme officier dans l'armée saxonne. Il développe ensuite des relations amicales avec le prince héritier Albert. Pendant la guerre, en tant que colonel au quartier général du prince héritier Albert, il participe aux batailles de Gitschin et de Königgrätz et participe aux négociations de paix prusso-saxonnes qui suivent. Avant la guerre, il devient chevalier de l'ordre de la Couronne de diamant et pendant la guerre, il reçoit la croix de commandeur de première classe de l'ordre d'Albert et la croix de chevalier de l'Ordre impérial de Léopold avec décorations de guerre. Il participe comme général de division à l'état-major du 12e corps d'armée (1er corps d'armée royal saxon) à la guerre franco-allemande de 1870 et, après la bataille de Gravelotte, devient adjudant personnel et aide de camp du roi saxon, commandant en chef de l'armée de la Meuse (de). Pendant la guerre, il reçoit la Croix de Chevalier de l'Ordre militaire de Saint-Henri et la Croix de Fer.
Il est promu lieutenant général le 8 novembre 1871. Après la fin de la guerre, il est utilisé dans diverses missions diplomatiques, par exemple en 1883 comme représentant du roi saxon lors de l'accession au trône du tsar Alexandre III à Moscou. Il continue à servir dans l'armée en tant qu'adjudant général du roi de Saxe et, à ce titre, est promu général de cavalerie le 1er février 1889.

## Famille
Georges de Schönburg-Waldenbourg épouse la princesse Louise de Bentheim-Tecklenburg (1844-1922), fille du lieutenant-général prussien Adolf zu Bentheim-Tecklenburg-Rheda (de) le 7 octobre 1862. Le mariage donne naissance à deux fils et une fille. Les fils Hermann (de) (né en 1865) et Ulrich (né en 1869) ont d'abord une carrière militaire dans l'armée saxonne, Hermann poursuivant une carrière diplomatique et Ulrich s'occupant de l'administration du domaine. Sa fille Anna-Louise (1871-1951) épouse le prince de Schwarzbourg-Rudolstadt, Gonthier-Victor, et est donc jusqu'à la fin de la monarchie en Allemagne le 23 novembre 1918 princesse de Schwarzburg-Rudolstadt et jusqu'au 25 novembre 1918 princesse de Schwarzburg-Sondershausen.